# Botanophila prominens
Botanophila prominens är en tvåvingeart som först beskrevs av Stein 1916.  Botanophila prominens ingår i släktet Botanophila och familjen blomsterflugor.
Artens utbredningsområde är Italien. Inga underarter finns listade i Catalogue of Life.